# Psacothea
Genre
Psacothea est un genre de coléoptères longicornes de la sous-famille des Lamiinae.

## Espèces
Ce genre contient les espèces suivantes :
| Espèce                | Découverte                 | Nom vernaculaire           |
| --------------------- | -------------------------- | -------------------------- |
| Psacothea hilaris     | Pascoe, 1857               | Longicorne à taches jaunes |
| Psacothea nigrostigma | Wang, Chiang & Zheng, 2002 |                            |
| Psacothea rubra       | Gressitt, 1938             |                            |